# Château de San Marcos
Ne doit pas être confondu avec Monument national de Castillo de San Marcos.
Le château de San Marcos est un château médiéval situé à El Puerto de Santa María, dans la communauté autonome d'Andalousie en Espagne. Il a été construit sur les fondations d'une ancienne mosquée sous le règne d'Alphonse X au XIIIe siècle.
Il a été déclaré « Bien d'intérêt culturel » le 30 août 1920.

## Histoire
Le château de San Marcos fut une église construite sur les fondations d'une ancienne mosquée du Xe siècle. Cette forteresse qui a été érigée par le monarque Alfonso X El Sabio en l'honneur de la Vierge Marie après la reprise de la ville était le quartier général d'une palette de grandes personnalités scientifiques, de nobles, d'historiens de l'acabit de Christophe Colomb.